# Vicesecretaría de Educación Popular
La Vicesecretaría de Educación Popular (VSEP) fue un organismo de FET y de las JONS que existió en la primera etapa de la Dictadura franquista. Estuvo a cargo de las funciones de prensa y propaganda, hasta su desaparición en 1945.

## Historia
La Vicesecretaría de Educación Popular fue creada el 20 de mayo de 1941. Su aparición tuvo lugar en el periodo en que José Luis de Arrese asumió la Secretaría General de FET y de las JONS. El nuevo organismo quedó bajo control directo de la Secretaría general de FET y de las JONS, y en septiembre de 1941 el falangista ultracatólico Gabriel Arias Salgado asumió la dirección de la nueva Vicesecretaría. Esto supuso que Ramón Serrano Suñer perdiera el control de la prensa y la propaganda, que hasta esa fecha habían sido competencias del Ministerio de la Gobernación —es decir, competencia del Estado—, y a su vez pasaran a ser competencia del partido único. Con ello se llegó a un equilibrio de poderes.
La Vicesecretaría de Educación Popular, bajo cuya autoridad se encontraban las delegaciones nacionales de Prensa, Propaganda, Cinematografía y Teatro, y Radiodifusión, asumió las competencias que antes habían estado bajo control de la Subsecretaría de Prensa y Propaganda del Ministerio de la Gobernación. Así pues, en el ámbito de la autoridad de esta Vicesecretaría se hallaba todo lo referido a la comunicación social —prensa, ediciones, cinematografía, etc.— así como la censura en dichos ámbitos. Bajo su control también quedaron los medios de comunicación del Estado, como fue el caso de la llamada Prensa del «Movimiento» o la Red de Emisoras del «Movimiento». La creación de esta Vicesecretaría en el seno de Falange se inscribe en la asimilación que el franquismo experimentó de los regímenes de la Alemania nazi y la Italia fascista durante sus primeros años. 
Con el declive del Eje en la Segunda Guerra Mundial, el régimen iría gradualmente abandonando esas posturas. Significativamente y coincidiendo con la derrota de la Alemania nazi en 1945 los responsables máximos de la Vicesecretaría pasaron a ser personas vinculadas a la derecha católica tradicional más que al movimiento falangista. Un decreto del 27 de julio de 1945 disolvió la Vicesecretaría de Educación Popular, siendo sus funciones y servicios transferidos a la Subsecretaría de Educación Popular —dentro del Ministerio de Educación Nacional—. Este decreto-ley sería ratificado el 31 de diciembre de 1945 por una ley de la jefatura del Estado.